# Théroigne de Méricourt
Théroigne de Méricourt, pseudonimo di Anne-Joseph Terwagne (Marcourt, 13 agosto 1762 – Parigi, 8 giugno 1817), è stata una politica e rivoluzionaria belga di tendenze femministe, protagonista in importanti eventi della Rivoluzione francese del 1789.

## Biografia
Figlia di un agiato agricoltore, Pierre Terwagne di Xhoris, e di Élisabeth Lahaye de Marcourt, Anne-Josèph nasce nel piccolo villaggio di Marcourt, nel Lussemburgo belga dove vive fino a quando, dopo la morte della madre, a cinque anni viene portata, accolta malvolentieri, in casa di una zia di Liegi. Viene quindi affidata, per essere educata, alla badessa, sua parente, del convento di Robermont, dove rimane per 11 anni. A 16 anni fugge di casa e diviene dama di compagnia di Madame Colbert, che l'avvia alla lettura, alla musica e al canto.

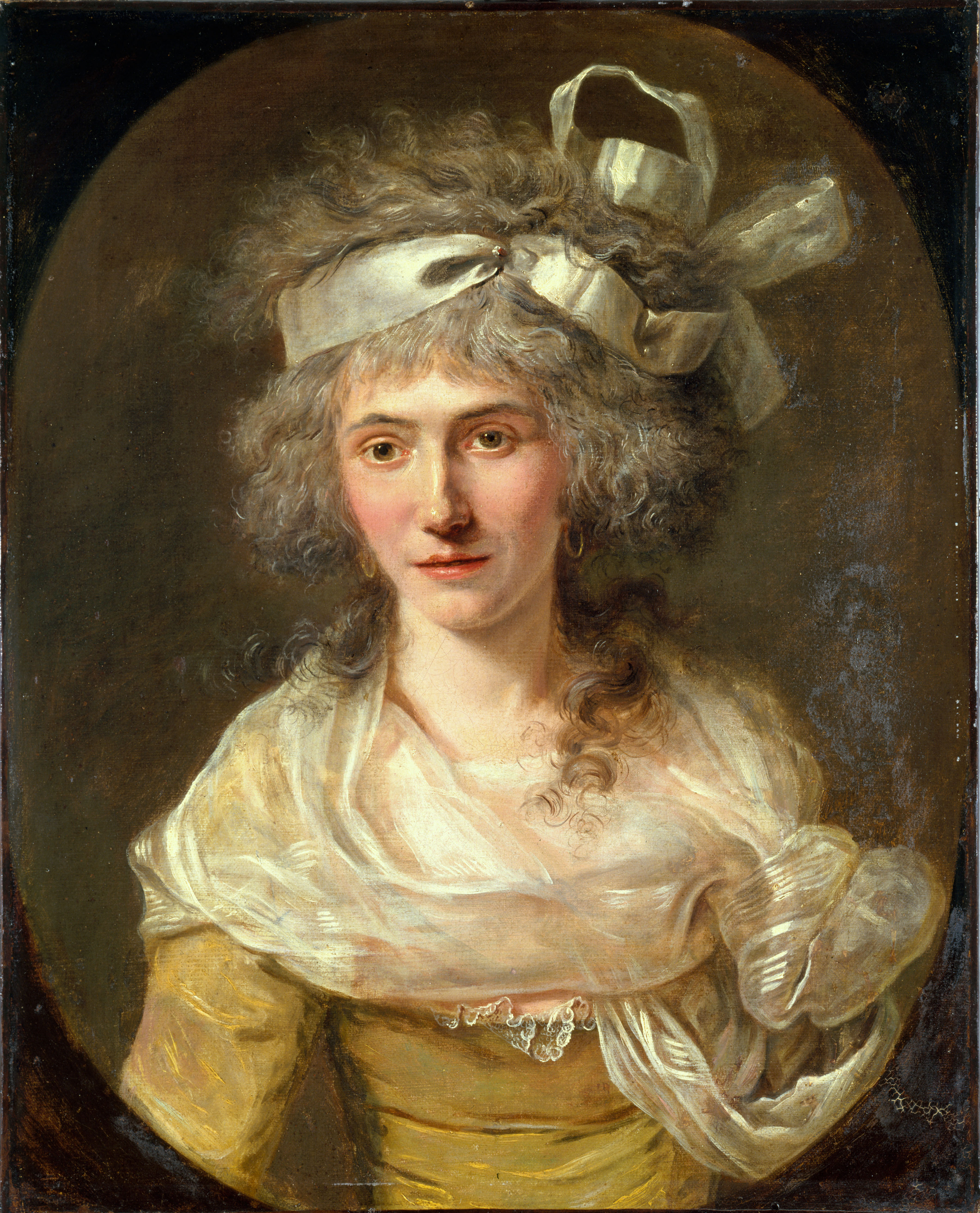
Presunto ritratto giovanile di Théroigne de Méricourt

Infatuata di un ufficiale inglese, vive con lui una vita brillante tra Londra e Parigi, ma - non riuscendo a farsi sposare - lo lascia per il marchese Doublet, dal quale riesce ad avere una generosa rendita che le serve anche per sostenere la sua famiglia ormai in miseria. Nel 1788 s'innamora di Giusto Fernando Tenducci, detto "Il Senesino" (1736-1790), un cantante castrato e compositore italiano e con lui viaggia in Italia contraendo una malattia venerea, probabilmente la sifilide. Torna a Parigi quando scoppia la Rivoluzione. La giovane probabilmente prende parte alla Presa della Bastiglia del 14 luglio 1789 e partecipa con passione alle discussioni intorno all'Assemblea nazionale.
Nei primi anni della Rivoluzione, la sedicente contessa di Campinados, più nota come la "bella di Liegi" (belle liègeoise), tiene un suo salotto frequentato da Sieyès, Danton, Mirabeau, Desmoulins, Pétion, Romme.
Partecipa in prima persona alle discussioni nel Club dei Cordiglieri e cerca di fondare un club femminile, esortando il 26 marzo 1792 le donne a formare il "battaglione delle amazzoni", un corpo militare, poiché sostiene che «è tempo che le donne contrastino la vergognosa incompetenza in cui l'ignoranza, l'orgoglio e l'ingiustizia maschili le ha per così lungo tempo tenute prigioniere».

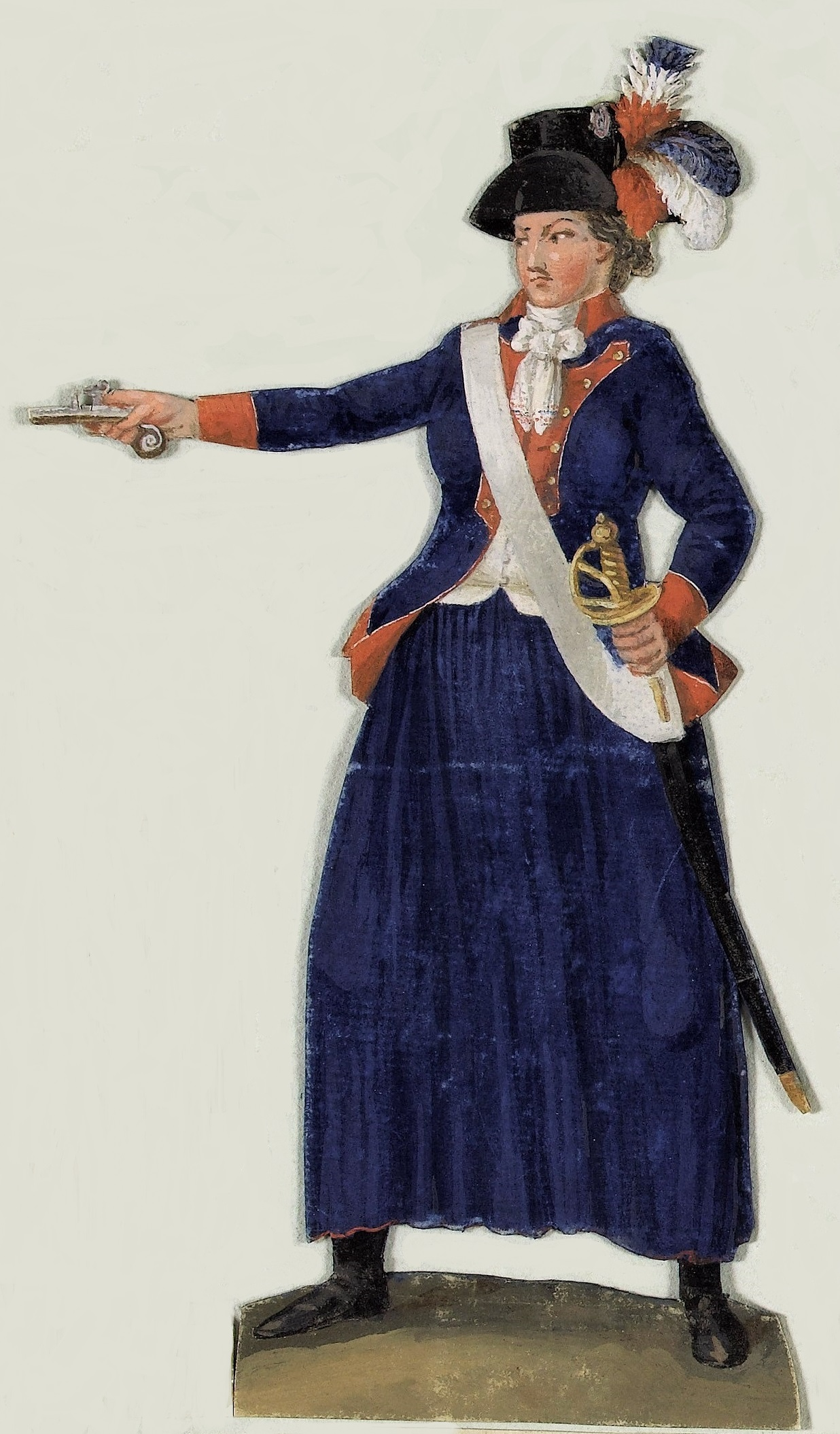
Théroigne de Méricourt con la "divisa" da amazzone

Vestita da cavallerizza con un cappello piumato tricolore, pistole e sciabola ai fianchi, l'"amazzone rossa" o l'"amazzone della libertà", come viene chiamata, è in prima linea nelle giornate del 5 e 6 ottobre 1789, quando convince molti soldati del reggimento reale di Fiandra a passare dalla parte dei rivoluzionari. Quando la polizia regia comincia ad interessarsi a lei, nel 1790 scappa a Liegi dove viene arrestata dagli Austriaci che l'imprigionano nel castello di Kufstein, nel Tirolo.

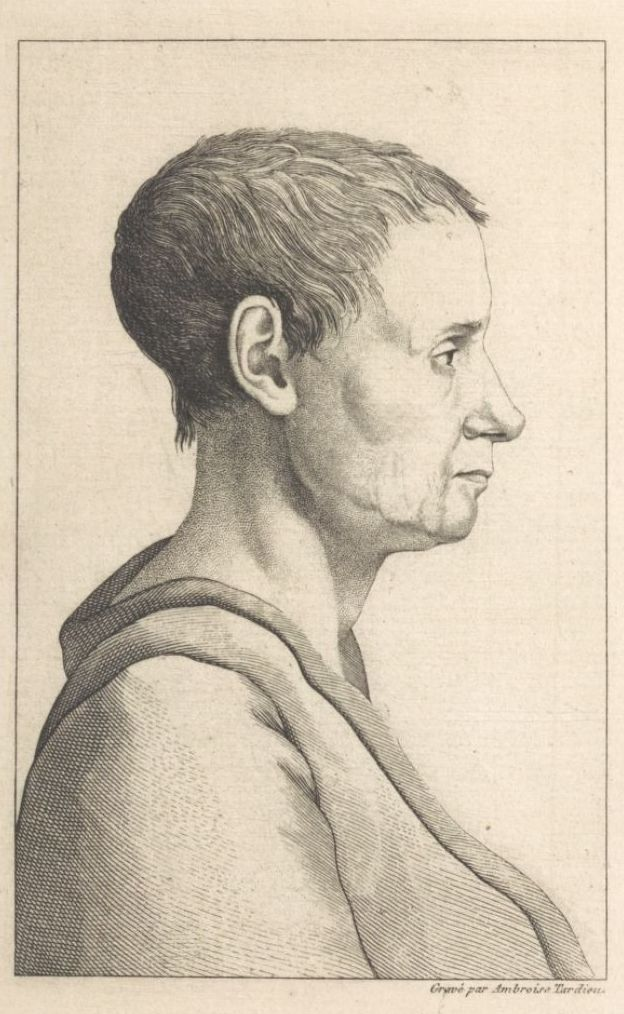
Ritratto di Théroigne de Méricourt in manicomio (secondo ritratto coevo, eseguito nel 1816).

Liberata nel novembre 1791, torna a Parigi continuando la sua carriera di accesa rivoluzionaria che culmina il 10 agosto 1792 durante la rivolta dei sanculotti, quando si racconta, secondo il realista Jean-Gabriel Peltier, che faccia uccidere in place Vendôme, mozzandogli poi di sua mano la testa con una sciabolata, l'avvocato giornalista monarchico François-Louis Suleau, che l'aveva beffeggiata sul giornale satirico Actes des apôtres.
Per la stampa monarchica la donna era una "sadica libertina". L'amazzone rossa partecipa anche alle sanguinose giornate delle "stragi di settembre" nelle prigioni dove avrebbe strangolato una giovane aristocratica, insieme all'amante Stanislas-Marie Maillard, un fanatico hébertista detto l'"Accoppatore" o "il Capitano dei volontari della Bastiglia"
Quando, forse stanca di eccessi rivoluzionari, comincia a predicare moderazione, si avvicina ai girondini, è osteggiata dai seguaci di Marat e nella primavera del 1793, mentre arringa il popolo dalla Terrazza dei Foglianti, viene denudata, frustata e bastonata da un gruppo di donne giacobine tricoteuses e forse alcune della Società delle repubblicane rivoluzionarie (l'ala femminile degli Enragés).
Salvata dal linciaggio dall'intervento dello stesso Marat, che in quanto medico le presta le prime cure, per l'oltraggio ricevuto o per i colpi alla testa rimane mentalmente menomata: secondo Jules Michelet, Edmond e Jules de Goncourt, fu questo shock psicologico o il trauma cranico a farle sviluppare un acuto delirio di persecuzione con stress post traumatico; per altri studiosi fu la paura di finire ghigliottinata come altre donne impegnate quali Manon Roland e Olympe de Gouges, specie dopo questo episodio, l'avanzare del Regime del Terrore e la morte successiva di Marat per mano di Charlotte Corday; secondo altri storici e studiosi contribuì in maniera decisiva anche la neurosifilide a farla sprofondare nella malattia mentale. Comunque l'anno dopo, arrestata come sospetta hébertista (sebbene distante ormai dalla politica e dagli estremismi, e semmai più vicina agli Indulgenti anche loro epurati, motivo della sua aggressione), si salvò dalla ghigliottina, dove era destinato il compagno Maillard, il quale morì però in prigione di tubercolosi poco dopo l'arresto dei seguaci di Jacques-René Hébert; ciò in quanto il Tribunale rivoluzionario la dichiarò inferma di mente. Ricoverata in un manicomio, dal quale viene per breve tempo dimessa, prima di esservi internata definitivamente dal 1797, nella struttura della Salpêtrière, vi rimane sino alla sua morte a quasi 55 anni nel 1817. Di questo suo soggiorno in manicomio è a noi pervenuta una sua lettera scritta nel 1801 indirizzata a Danton ormai morto dal 1794 redatta in un bizzarro stile grafico, intitolata poi La Lettre-mélancolie, e diverse relazioni dei medici che la visitarono anche in età napoleonica.

## Nella letteratura
La sua figura viene rievocata in alcune pagine del romanzo storico L'armata dei sonnambuli di Wu Ming, Einaudi, 2014 e nel romanzo storico Gilbert. Nascita e morte di un rivoluzionario di Mara de Paulis, premio Calvino 1992.
Baudelaire le dedica anche una poesia "Sisina" (poesia numero LIX) nella sua celeberrima opera I fiori del male.
Théroigne de Méricour viene citata nel racconto Ottuagenaria raccolto da Massimo Bontempelli nel libro di racconti L'amante fedele pubblicato nel 1953.

## Pubblicazioni
- Discours prononcé à la Société fraternelle des minimes, le 25 mars 1792, l'an quatrième de la liberté, par Mmelle Théroigne, en présentant un drapeau aux citoyennes du faubourg S. Antoine (1791) Testo online
- Aux 48 sections (1792) Testo on line